# ペンツィング (バイエルン)
ペンツィング (ドイツ語: Penzing) はドイツ連邦共和国バイエルン州オーバーバイエルン行政管区のランツベルク・アム・レヒ郡に属す町村（以下、本項では便宜上「町」と記述する）である。
ペンツィングは1935年からこの町にある連邦軍の空軍基地で知られている。この基地は国連やNATOの依頼により国外で活動する兵士や供給物資の輸送に利用されている。この基地は1971年から第61航空輸送隊の基地にもなっている。この舞台は捜索救難の任務も行う。またこの基地には第14航空整備部隊の一部も駐留している。この部隊は連邦軍のすべての輸送機を定期的に集中点検することを任務している。
地名の末尾の "-ing" はこの町がゲルマン起源であることを示している。

## 地理

### 自治体の構成
この町は、公式には9つの地区 (Ort) からなる。このうち小集落や孤立農場などを除く集落を以下に列記する。
- エプフェンハウゼン
- オーバーベルゲン
- ペンツィング
- ラムザッハ
- ウンターミュールハウゼン

## 歴史
最後の氷期に形成されたモレーンにこの町を形成する5つの村落が半円形に集まっている。この町はレヒラインに属す。市町村再編により、それまで独立した町村であったエプフェンハウゼン、オーバーベルゲン、ラムザッハ、ウンターミュールハウゼンが合併したことで現在の自治体としてのペンツィングが成立した。
エプフェンハウゼンは1065年頃に初めて記録されている。ランツベルク郡で最も旧い定住地の一つに数えられるオーバーハウゼンの創設は8世紀である。ラムザッハの最も古い記録は1179年の文書である。ペンツィングとウンターミュールハウゼンは740年頃にベネディクトボイエルン修道院によって建設されたことが文献によって証明されている。

## 行政
町長はペーター・ハンマー (CSU) である。町議会は16人の議員からなる。

### 紋章
図柄: 金地に斜め十字に組み合わされた2本の鍵。それに重ねて直立して配置された剣。

### 姉妹都市
- Leányfalu（ハンガリー、ペシュト県）

## スポーツ
- FC ペンツィング e.V.（サッカー、バレーボール、Ice stock sport、アクロバット、卓球、テニスなどの種目がある）

## 引用
1. ↑  https://www.statistikdaten.bayern.de/genesis/online?operation=result&code=12411-003r&leerzeilen=false&language=de Genesis-Online-Datenbank des Bayerischen Landesamtes für Statistik Tabelle 12411-003r Fortschreibung des Bevölkerungsstandes: Gemeinden, Stichtag (Einwohnerzahlen auf Grundlage des Zensus 2011)
2. ↑  Bayerische Landesbibliothek Online
3. ↑  “Wahl des ersten Bürgermeisters - Kommunalwahlen 2020 in der Gemeinde Penzing - Gesamtergebnis”. 2021年4月6日閲覧。